# Makhachkala
Makhachkala (tiếng Nga: Махачкала, IPA: [məxətɕkɐˈɫa]; tiếng Kumyk: Анжи-кала; tiếng Lak: Гьанжи; tiếng Avar: МахӀачхъала; tiếng Lezgi: Магьачкъала; tiếng Rutul: МахаӀчкала) là thủ đô của nước Cộng hòa Dagestan, Nga. Nó nằm cạnh bờ biển phía tây của biển Caspi. Nhà thờ Hồi giáo Makhachkala, một trong những công trình Hồi giáo lớn nhất tại Nga, tọa lạc nơi đây. Theo thống kê 2010, thành phố có dân số 572.076 người, khiến nó trở thành thành phố lớn nhất vùng liên bang Bắc Kavkaz. Makhachkala (và cả Dagestan nói chung) có tính đa dân tộc, trong đó người Avar và người Lak chiếm số đông nhất.
Makhachkala được thành lập như một thành trì cho Đế quốc Nga năm 1844 và trở thành một thành phố 13 năm sau đó. Sau sự sụp đổ của Liên bang Xô Viết, Makhachkala đã bị ảnh hưởng bởi hoạt động của các lực lượng quân sự Hồi giáo tràn ra trong cuộc chiến tranh Chechnya lần thứ hai.

## Lịch sử

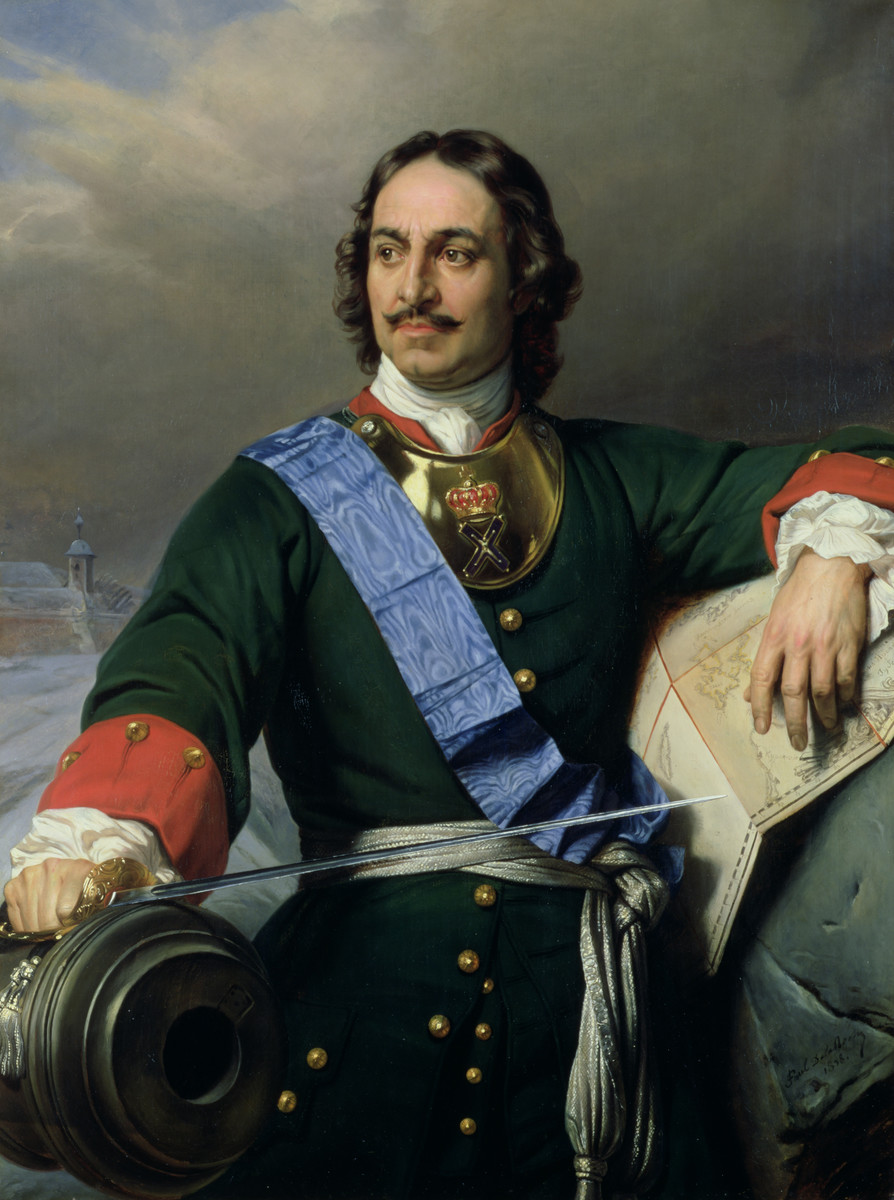
Thành phố mang tên Sa hoàng Peter Đại đế từ năm 1844 đến năm 1921

Tiền thân của Makhachkala là thị trấn Tarki, hiện nằm trong vùng ngoại ô gần đó, có lịch sử bắt nguồn từ thế kỷ 15 và có thể sớm hơn nhiều. Thành phố hiện đại Makhachkala được thành lập năm 1844. Tên tiếng Nga của thành phố là Petrovskoye (Петро́вское) - theo tên của Sa hoàng Nga Peter Đại đế, người đã đến thăm khu vực này vào năm 1722 trong Chiến dịch Ba Tư của ông. Sau khi mang vị thế thành phố, pháo đài Petrovskoye được đổi tên thành Petrovsk-Port (Петро́вск-Порт) vào năm 1857, đôi khi chỉ đơn giản là Petrovsk. Năm 1894, một tuyến đường sắt nối thành phố với Vladikavkaz (ở Bắc Ossetia-Alania ngày nay) và Baku (thuộc Azerbaijan ngày nay). Một bản báo cáo năm 1904 đã nêu chi tiết về sự lây lan của bệnh sốt rét và nước bẩn trong thành phố.
Vào tháng 1 năm 1919, trong cuộc Nội chiến Nga, Phi đội 221 của Lực lượng Không quân Hoàng gia Anh đóng tại Petrovsk. Vào tháng 3, họ liên kết với Phi đội số 266 và tham gia vào các hoạt động ném bom chống lại lực lượng Bolshevik ở Astrakhan và các nơi khác. Vào tháng 8 năm 1919, cả hai phi đội đều rút khỏi Petrovsk. Hồng quân chiếm được thành phố vào mùa xuân năm 1920.
Sau khi Liên Xô thành lập, các địa danh liên quan đến chế độ quân chủ hoặc tôn giáo đã được đổi tên, và do đó vào ngày 14 tháng 5 năm 1921, Petrovsk được đổi tên thành Makhachkala, theo tên nhà cách mạng người Dagestan Magomed-Ali 'Makhach' Dakhadaev. Cùng ngày, nó trở thành thủ đô của Cộng hòa Xã hội Chủ nghĩa Xô viết Tự trị Dagestan mới được thành lập. Thành phố đã chịu thiệt hại lớn trong trận động đất ngày 14 tháng 5 năm 1970.
Khu vực này được sử dụng làm trạm thử nghiệm hải quân thời Liên Xô, thay thế pháo đài Kaspiysk gần đó.
Một báo cáo của Tổ chức Khủng hoảng Quốc tế vào năm 2013 mô tả thành phố là "một đô thị gần một triệu người và thu được các nguồn lực kinh tế ngoạn mục do sự bùng nổ xây dựng, giá đất tăng vọt, ngân quỹ liên bang đáng kể để tái thiết cơ sở hạ tầng, giao thông, nhà ở, tòa án và các dịch vụ hành chính. Nhưng nơi đây đã bộc lộ những vấn đề nghiêm trọng, bao gồm đường phố bẩn thỉu, các tòa nhà đổ nát, tiện ích không đầy đủ, xây dựng dày đặc, thiếu quy hoạch và tổ chức giao thông công cộng kém".

## Kinh tế và truyền thông
Lĩnh vực công nghiệp quan trọng nhất ở Makhachkala là lọc dầu, cùng với cơ khí và dệt may. Nhiều tổ chức hành chính và giáo dục có trụ sở tại thành phố, bao gồm một trung tâm nghiên cứu khu vực của Viện Hàn lâm Khoa học Nga với khoảng 20 phòng nghiên cứu. Thành phố cũng là trung tâm truyền thông của khu vực. Nhiều tờ báo được xuất bản ở Makhachkala, bao gồm Dagestanskaya Pravda và As-Salam. Ngoài ra, một số đài truyền hình khu vực có trụ sở tại thành phố.

## Địa vị hành chính
Trong khuôn khổ của các đơn vị hành chính, Thành phố Makhachkala, một đơn vị hành chính có địa vị ngang bằng với các huyện, bao gồm Makhachkala và sáu khu dân cư nông thôn. Là một đơn vị đô thị, Thành phố Makhachkala được hợp thành Okrug đô thị Makhachkala.

## Nhân khẩu
Các dân tộc sinh sống tại Makhachkala là (dữ liệu điều tra dân số năm 2010):
- Người Avar (26,7%)
- Người Kumyk (19,17%)
- Người Dargin (15,3%)
- Người Lezgin (12,71%)
- Người Lak (12,35%)
- Người Nga (5,4%)
- Người Tabasaran (2,02%)
- Người Rutul (1,24%)
- Người Azerbaijan (0,91%)

## Giao thông
Makhachkala có sân bay Uytash, kết nối thành phố với các đô thị khác của Nga. Tuyến đường sắt Nga thông qua đường sắt Bắc Kavkaz cung cấp lưu lượng hàng hóa cùng với hành khách đến và đi từ Makhachkala.
Cảng biển quốc tế Caspi ở Makhachkala buôn bán dầu thô, vật liệu xây dựng, ngũ cốc, hàng hóa và gỗ. Cảng cung cấp thông tin liên lạc với phần còn lại của Nga, cũng như với Belarus, Ukraina, các nước Baltic, Iran, Thổ Nhĩ Kỳ và Trung Á. Một đường ray tại cảng kết nối nó với mạng lưới đường sắt Bắc Kavkaz.

## Thể thao
Đội bóng của thành phố, FK Anzhi Makhachkala, thi đấu tại sân vận động Dynamo với sức chứa 15.200 chỗ ngồi.
Được thành lập vào năm 1991, đội bóng trở lại Giải ngoại hạng Nga vào năm 2009 và vào tháng 1 năm 2011 đã được mua bởi tỷ phú người Dagestan Suleyman Kerimov, người đã cho phép câu lạc bộ ký hợp đồng với những cầu thủ như nhà vô địch World Cup người Brazil Roberto Carlos và tiền đạo người Cameroon Samuel Eto'o. Tuy nhiên, do tình hình bất ổn trong khu vực, các cầu thủ hiện đang sống và tập luyện tại Moskva, và một lính canh có vũ trang sẽ tuần tra các trận đấu của họ.

## Khí hậu
Makhachkala có khí hậu thảo nguyên lạnh (Köppen: BSk) với mùa hè tương đối ấm và khô còn mùa đông tương đối mát và ẩm.
| Dữ liệu khí hậu của Makhachkala, 1981–2010 | Dữ liệu khí hậu của Makhachkala, 1981–2010 | Dữ liệu khí hậu của Makhachkala, 1981–2010 | Dữ liệu khí hậu của Makhachkala, 1981–2010 | Dữ liệu khí hậu của Makhachkala, 1981–2010 | Dữ liệu khí hậu của Makhachkala, 1981–2010 | Dữ liệu khí hậu của Makhachkala, 1981–2010 | Dữ liệu khí hậu của Makhachkala, 1981–2010 | Dữ liệu khí hậu của Makhachkala, 1981–2010 | Dữ liệu khí hậu của Makhachkala, 1981–2010 | Dữ liệu khí hậu của Makhachkala, 1981–2010 | Dữ liệu khí hậu của Makhachkala, 1981–2010 | Dữ liệu khí hậu của Makhachkala, 1981–2010 | Dữ liệu khí hậu của Makhachkala, 1981–2010 |
| Tháng                                      | 1                                          | 2                                          | 3                                          | 4                                          | 5                                          | 6                                          | 7                                          | 8                                          | 9                                          | 10                                         | 11                                         | 12                                         | Năm                                        |
| ------------------------------------------ | ------------------------------------------ | ------------------------------------------ | ------------------------------------------ | ------------------------------------------ | ------------------------------------------ | ------------------------------------------ | ------------------------------------------ | ------------------------------------------ | ------------------------------------------ | ------------------------------------------ | ------------------------------------------ | ------------------------------------------ | ------------------------------------------ |
| Cao kỉ lục °C (°F)                         | 17.8 (64.0)                                | 20.9 (69.6)                                | 28.8 (83.8)                                | 33.5 (92.3)                                | 35.1 (95.2)                                | 36.8 (98.2)                                | 39.5 (103.1)                               | 40.2 (104.4)                               | 35.0 (95.0)                                | 28.9 (84.0)                                | 23.1 (73.6)                                | 19.9 (67.8)                                | 40.2 (104.4)                               |
| Trung bình ngày tối đa °C (°F)             | 4.2 (39.6)                                 | 4.2 (39.6)                                 | 7.8 (46.0)                                 | 14.3 (57.7)                                | 20.2 (68.4)                                | 26.0 (78.8)                                | 28.9 (84.0)                                | 28.7 (83.7)                                | 23.9 (75.0)                                | 17.5 (63.5)                                | 10.7 (51.3)                                | 5.7 (42.3)                                 | 16.0 (60.8)                                |
| Trung bình ngày °C (°F)                    | 1.2 (34.2)                                 | 1.2 (34.2)                                 | 4.6 (40.3)                                 | 10.3 (50.5)                                | 16.0 (60.8)                                | 21.6 (70.9)                                | 24.6 (76.3)                                | 24.5 (76.1)                                | 20.0 (68.0)                                | 13.9 (57.0)                                | 7.5 (45.5)                                 | 2.7 (36.9)                                 | 12.3 (54.1)                                |
| Tối thiểu trung bình ngày °C (°F)          | −1.5 (29.3)                                | −1.4 (29.5)                                | 1.9 (35.4)                                 | 7.1 (44.8)                                 | 12.6 (54.7)                                | 17.7 (63.9)                                | 20.6 (69.1)                                | 20.5 (68.9)                                | 16.6 (61.9)                                | 10.6 (51.1)                                | 4.5 (40.1)                                 | 0.0 (32.0)                                 | 9.1 (48.4)                                 |
| Thấp kỉ lục °C (°F)                        | −25.1 (−13.2)                              | −26.8 (−16.2)                              | −13.5 (7.7)                                | −5.1 (22.8)                                | 0.0 (32.0)                                 | 5.8 (42.4)                                 | 9.7 (49.5)                                 | 8.0 (46.4)                                 | 0.7 (33.3)                                 | −6.6 (20.1)                                | −19.7 (−3.5)                               | −26.5 (−15.7)                              | −26.8 (−16.2)                              |
| Lượng Giáng thủy trung bình mm (inches)    | 33 (1.3)                                   | 27 (1.1)                                   | 23 (0.9)                                   | 17 (0.7)                                   | 33 (1.3)                                   | 22 (0.9)                                   | 21 (0.8)                                   | 28 (1.1)                                   | 54 (2.1)                                   | 43 (1.7)                                   | 41 (1.6)                                   | 33 (1.3)                                   | 375 (14.8)                                 |
| Số ngày mưa trung bình                     | 11                                         | 10                                         | 12                                         | 11                                         | 12                                         | 11                                         | 9                                          | 10                                         | 11                                         | 13                                         | 13                                         | 12                                         | 135                                        |
| Số ngày tuyết rơi trung bình               | 9                                          | 10                                         | 4                                          | 0.2                                        | 0                                          | 0                                          | 0                                          | 0                                          | 0                                          | 0.1                                        | 3                                          | 6                                          | 32                                         |
| Độ ẩm tương đối trung bình (%)             | 84                                         | 83                                         | 83                                         | 79                                         | 76                                         | 71                                         | 70                                         | 72                                         | 75                                         | 80                                         | 83                                         | 85                                         | 78                                         |
| Số giờ nắng trung bình tháng               | 74                                         | 71                                         | 105                                        | 171                                        | 246                                        | 278                                        | 282                                        | 270                                        | 194                                        | 151                                        | 81                                         | 67                                         | 1.990                                      |
| Nguồn 1: Погода и Климат                   |                                            |                                            |                                            |                                            |                                            |                                            |                                            |                                            |                                            |                                            |                                            |                                            |                                            |
| Nguồn 2: NOAA (1961–1990)                  |                                            |                                            |                                            |                                            |                                            |                                            |                                            |                                            |                                            |                                            |                                            |                                            |                                            |